# Nihal Saad Zaghloul
Nihal Saad Zaghloul   (15 d'octubre de 1985) és una activista feminista i pels drets humans egípcia i una de les fundadores del moviment “Basma” l'any 2012, a més de ser empresària. Va ser escollida per la BBC a la seva sèrie (100 Women) sobre els reptes de les dones d'arreu del món per la seva lluita contra l'assetjament al carrer.

## Biografia
Nihal va néixer el 15 d'octubre de 1985. És llicenciada en Enginyeria en Comunicacions per l'Acadèmia Àrab de Ciència, Tecnologia i Transport Marítim, on va treballar en el camp del desenvolupament durant diversos anys abans d'implicar-se en el camp dels drets de les dones i violència basada en la discriminació de gènere, especialment després de la revolució del 25 de gener. Nihal, juntament amb un grup d'amics seus, va fundar el Moviment Basma, en el qual també participa com a formadora. El seu treball gira al voltant del desenvolupament de les capacitats de l'equip, la construcció del seu currículum de formació i l'ampliació de la xarxa del moviment que busca eliminar l'assetjament mitjançant la conscienciació en les universitats. Com a Community Solutions Fellow, té la intenció de desenvolupar les seves habilitats per fer estratègies que promoguin els drets de les dones i combatre la violència masclista.

## Activisme
L'establiment del moviment Basma per fer front al fenomen de l'assetjament es va produir després que Nihal fos testimoni de casos d'agressions sexuals massives durant la seva participació en una de les marxes dels fets del 25 de gener. Nihal, juntament amb membres del moviment, van organitzar "patrulles contra l'assetjament" a llocs públics i estacions de metro. Sobre aquest fet el Financial Times va publicar un article titulat "Patrulles per protegir les dones egípcies", on Nihal descrivia l'assumpte com "el problema és que el 50% dels egipcis tenen por de l'altre 50%, cosa que impedeix que les dones surtin a treballar".
Nihal, una feminista liberal que va participar en la revolució del 25 de gener. Malgrat la seva oposició al règim dels Germans Musulmans després de la revolució, no va participar en les manifestacions del 30 de juny ni va donar suport a les polítiques del consell militar, i també va expressar la seva solidaritat amb les víctimes dels cruents fets del període posterior al 30 de juny.